# وراتاریته
وراتاریته (به بلغاری: Vratarite) یک منطقهٔ مسکونی در بلغارستان است که در شهرستان دوبریچکا واقع شده‌است.